# Комета Энке
Комета Э́нке (2P/Encke) — короткопериодическая комета из семейства Юпитера, которая была открыта 17 января 1786 года французским астрономом Пьером Мешеном в Парижской обсерватории. На момент открытия комета находилась в созвездии Водолея и была описана как довольно яркий объект с небольшим узким хвостом. Прежде всего комета интересна своей необычной орбитой, которая заходит глубоко внутрь Солнечной системы, пересекая не только орбиты Земли и Марса, но также Венеры и Меркурия. Кроме того, она является родоначальницей метеорного потока Тауриды. Комета обладает самым коротким периодом обращения вокруг Солнца среди всех известных комет — чуть менее 3,3 года.

Орбита кометы Энке и её положение в Солнечной системе

## История наблюдений
Второй раз комета была открыта 7 ноября 1795 года английским астрономом Каролиной Гершель, за пару дней до того, как комета приблизилась к Земле на минимальное расстояние в 0,26 а. е. Её брат, Уильям Гершель, вскоре подтвердил её открытие и отметил, что комету можно наблюдать даже невооружённым глазом. Наблюдения за кометой продолжались почти три недели, вплоть до 29 ноября, пока комета окончательно не скрылась из виду, но и в этот раз рассчитать орбиту не удалось.
Третье открытие кометы состоялось 20 октября 1805 года французским астрономом Жаном-Луи Понсом в Марсельской обсерватории. В последующие два дня об открытии заявили также Johann Sigismund Huth и Алексис Бувар. По словам Гута, комета была видна невооруженным глазом и по размеру и яркости была похожа на галактику Андромеды. В этот раз комету наблюдали на протяжении месяца, вплоть до 20 ноября. Как выяснилось позднее, в тот год своим открытием комета была обязана очередным сближением с Землёй — до 0,44 а. е.
Наконец, 27 ноября 1818 года тот же Жан-Луи Понс обнаружил комету в четвёртый раз. Он описал комету как очень слабый туманный объект. В этот раз комету наблюдали гораздо дольше, что и позволило рассчитать её орбиту.
В итоге своё название комета получила вовсе не в честь одного из своих первооткрывателей, а в честь немецкого астронома Иоганна Франца Энке, который первым сумел правильно рассчитать её орбиту и достаточно точно предсказать время следующего появления кометы на небе. Также Энке стал первым, кто заметил и доказал связь между кометой Понса 1818 года и кометами, наблюдавшимися в 1786, 1795 и 1805 годах. Сначала в февральском номере журнала «Correspondance astronomique» он опубликовал результаты расчётов параболической орбиты кометы, основанных на позициях от 22 декабря, 1 января и 6 января, с перигелием 25 января 1819 года, уже тогда отметив её сходство с кометой 1805 года. Чуть позже, в марте, в том же журнале он опубликовал и вариант эллиптической орбиты с перигелием 27 января, рассчитанный на основе позиций кометы с 30 ноября по 12 января, и определил период обращения равным 4,15 года. Сравнив эллиптическую орбиту для кометы 1818 года с параболической орбитой, рассчитанной Бесселем для кометы 1805 года, он показал, что различия находились в пределах, которые могут быть объяснены погрешностью наблюдений. Продолжая работать над этой проблемой, к маю он сумел установить связь с кометой 1795 года, а к июлю пришёл к выводу, что и комета 1786 года идентична трём вышеуказанным.

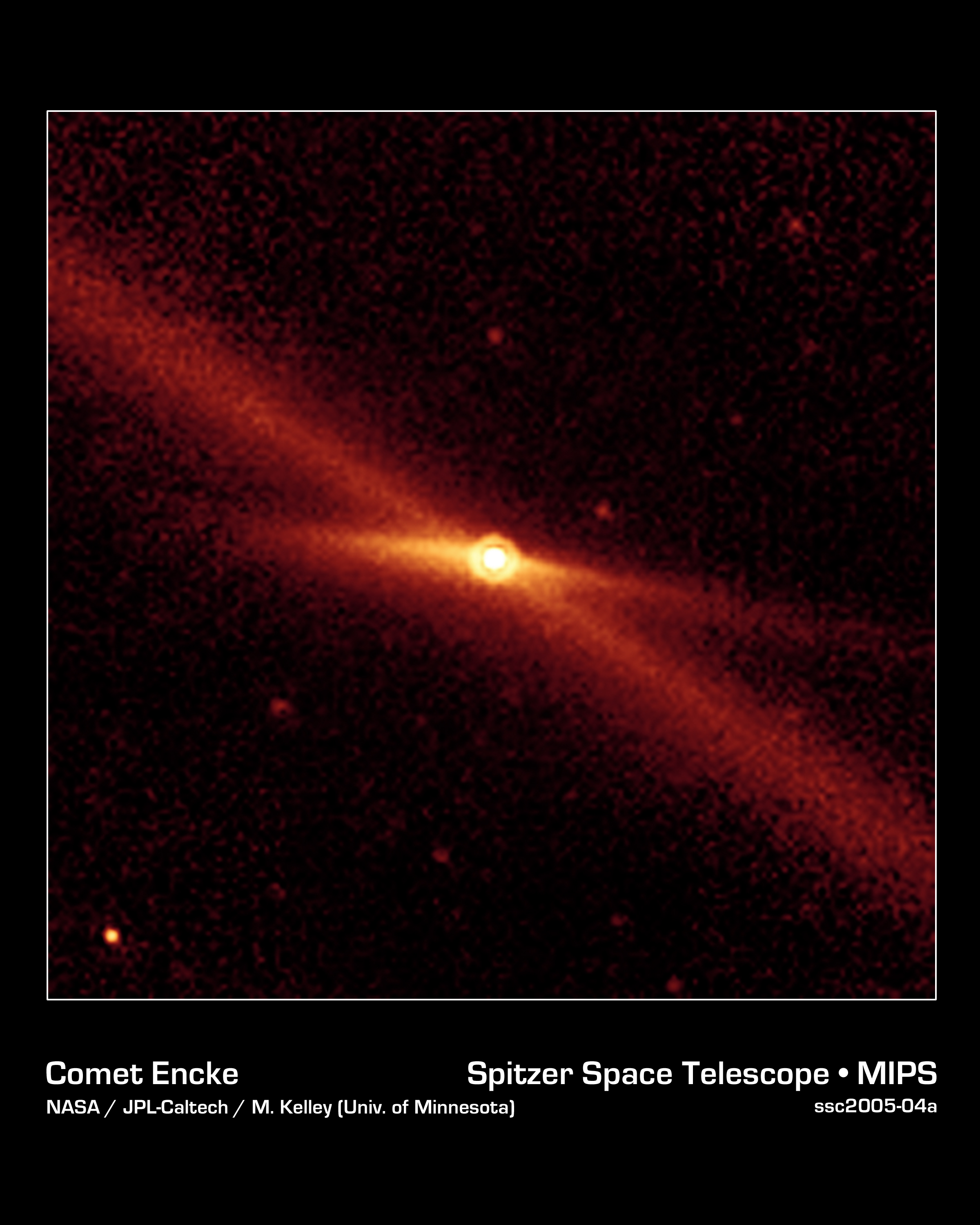
Комета Энке и её обломки в инфракрасном спектре телескопа Спитцер

Первое предсказанное возвращение кометы состоялось в 1822 году и было предсказано Энке за два года до этого. Согласно его расчётам, комета должна была вернуться в перигелий 24 мая, а первые попытки её восстановления начались ещё 15 февраля, однако никаких следов кометы обнаружено не было. Более поздние расчёты показали, что комета находилась в предсказанной области, но была ещё слишком слабой для восстановления. К марту она скрылась в утренних сумерках. 24 апреля она прошла в 10° от Солнца и постепенно начала удаляться от него. Спустя полтора месяца, 2 июня, с помощью эфемериды Энке комету удалось восстановить немецкому астроному Карлу Рюмкеру, работавшему в то время в Австралии, в частной обсерватории в Параматте, пригороде Сиднея. Комета тогда находилась ещё очень низко в вечернем небе, а её текущее положение опережало прогноз всего на 0,5 суток. Комета сохраняла первоначальную яркость на протяжении всего периода наблюдений вплоть до 29 июня, пока сначала облачная погода, а затем растущая Луна не сделали дальнейшие наблюдения невозможными. В дальнейшем комета наблюдалась при каждом своём возвращении, за исключением 1944 года.
1 сентября 1913 года с помощью 60-дюймового телескопа обсерватории Маунт-Уилсон впервые удалось сфотографировать комету вблизи афелия. Повторно эти наблюдения были проведены лишь в 1972 году. В 1980 комета Энке стала первой кометой, исследованной с помощью радара. В апреле 1984 года были проведены исследования кометы в ультрафиолетовом спектре с борта КА Пионер-Венера-1, в ходе которых измерена доля воды в составе кометного хвоста. А 20 апреля 2007 года миссией STEREO было зафиксировано, как под действием мощного выброса корональной массы у кометы временно был оторван хвост, который заново восстановился через некоторое время.
Попытки оценить магнитуду кометы начались только в XIX веке и показали, что максимального блеска в 3,5 m комета достигала лишь в 1829 году, а в XX веке он не превышал значения — 5,0 m в 1964 году. Максимальная длина хвоста в 3 угловых градуса была зафиксирована лишь однажды — в 1805 году, а в 2 градуса — в 1871 и 1961 годах.

## Метеорные потоки
Комета Энке считается родоначальницей сразу нескольких метеорных потоков, известных как Тауриды, которые подразделяются на северные и южные Тауриды, а также β-Тауриды, которые наблюдаются в конце июня — начале июля. Зета Персеиды возможно тоже относятся к комете Энке. Существует гипотеза, что знаменитый Тунгусский метеорит принадлежал именно к этому метеорному потоку. Ещё одним объектом метеорного потока кометы Энке может являться околоземный астероид 2004 TG10 (en:2004 TG10) может быть фрагментом кометы Энке.

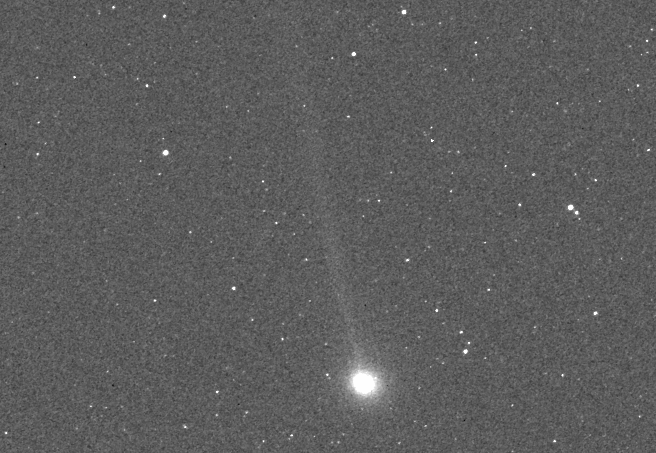
Комета Энке с борта АМС «Мессенджер» в момент её максимального сближения с Меркурием 17 ноября 2013 года

Измерения с борта АМС «Мессенджер» показали, что комета Энке может быть связана с сезонными метеоритными дождями на Меркурии. Прибор Mercury Atmospheric and Surface Composition Spectrometer (MASCS) начал фиксировать сезонные всплески концентрации молекул кальция с тех пор, как зонд начал вращаться вокруг планеты в марте 2011 года. Считается, что всплески уровня кальция происходят из-за небольших частиц пыли, падающих на планету и выбрасывающих кальцийсодержащие молекулы в атмосферу в процессе, называемом ударным испарением. При этом общий фон межпланетной пыли во внутренней Солнечной системе сам по себе не может объяснить периодичность этих всплесков, что наводит на мысль о периодическом источнике дополнительной пыли, например, метеорном дожде.
Во время каждого сближения кометы с Солнцем она постепенно разрушается, а на её орбите формируется газопылевой шлейф. Если комета испытывает гравитационное возмущение со стороны крупной планеты, то она переходит на новую орбиту, но частицы пыли и газа, распределённые по старой орбите, никуда не деваются. За время своего существования комета Энке также не раз меняла свою орбиту, чем и объясняется наличие нескольких метеорных потоков. Причём, чем дольше комета находится на данной орбите, тем этот поток плотнее. Короткий период обращения увеличивает частоту сближений с Солнцем и, следовательно, интенсивность разрушения кометы и плотность формируемого метеорного потока. По некоторым данным, с момента своего открытия комета Энке могла потерять уже около 85 % своей массы. Высказывались даже прогнозы о том, что вскоре — сначала в 1994, потом 2000, 2004, а затем и в 2007 годах — комета может окончательно израсходовать весь запас легколетучих веществ и прекратить свою активность, но они так и не подтвердились. В настоящее время орбита кометы близка к орбитальному резонансу 7:2 с Юпитером. Комета по-прежнему хорошо видна с Земли, в том числе и потому, что относится к категории околоземных объектов и способна подходить к нашей планете на расстояние 0,17309 а. е. (26 млн км).

## Влияние на культуру

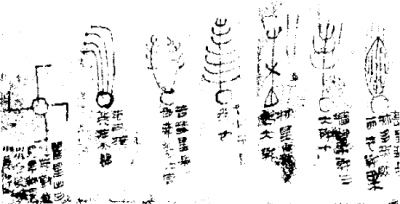
Шёлковый атлас комет династии Хань, содержащий рисунки комет, которые, как полагают Виктор Клюб и Билл Нейпир, связаны с распадом кометы Энке в прошлом

Существует теория, что древний символ свастики появился в различных культурах по всему миру в одно и то же время, и мог быть связан с мощными выбросами струй газа из ядра кометы во время одного из её пролётов рядом с Землёй. Английские астрономы Виктор Клюб и Билл Нейпир приводят в качестве доказательства этой теории древнекитайский каталог форм комет из шёлковых текстов Мавандуи, который включает в себя комету в форме свастики, и предполагают, что некоторые рисунки комет были связаны с распадом прародителя Энке. Фред Уиппл в своей книге «Тайна комет» (1985, стр. 163) указывает, что полярная ось кометы Энке находится всего в 5 ° градусах от её орбитальной плоскости: такая ориентация идеально подходит для того, чтобы в период максимальной активности комета представала перед нашими предками в форме «вертушки».

## Сближения с планетами
В течение XX века комета целых одиннадцать раз подходила к Земле, три раза к Меркурию и два раза к Юпитеру. В первые три десятилетия XXI века ожидается ещё три тесных сближения с Землёй и по одному с Меркурием и Юпитером. Ни одно сближение с Юпитером не приводило к заметным изменениям орбиты кометы.
- 0,91 а. е. от Юпитера 31 мая 1903 года;
- 0,09 а. е. от Меркурия 26 января 1905 года;
- 0,26 а. е. от Земли 19 июня 1908 года;
- 0,25 а. е. от Земли 30 октября 1914 года;
- 0,08 а. е. от Меркурия 18 февраля 1928 года;
- 0,34 а. е. от Земли 14 июля 1931 года;
- 0,29 а. е. от Земли 16 ноября 1937 года;
- 0,5 а. е. от Земли 17 мая 1941 года;
- 0,41 а. е. от Земли 21 октября 1947 года;
- 0,06 а. е. от Меркурия 27 ноября 1947 года;
- 0,9 а. е. от Юпитера 28 сентября 1962 года;
- 0,33 а. е. от Земли 13 июля 1964 года;
- 0,43 а. е. от Земли 2 декабря 1970 года;
- 0,06 а. е. от Меркурия 9 января 1971 года;
- 0,36 а. е. от Земли 14 июня 1974 года;
- 0,28 а. е. от Земли 28 октября 1980 года;
- 0,19 а. е. от Земли 4 июля 1997 года;
- 0,26 а. е. от Земли 17 ноября 2003 года;
- 0,48 а. е. от Земли 17 октября 2013 года;
- 0,02 а. е. от Меркурия 18 ноября 2013 года;
- 0,91 а. е. от Юпитера 26 января 2022 года;
- 0,27 а. е. от Земли 11 июля 2030 года.